# Neferkaure
Neferkaure là một pharaon của Ai Cập cổ đại trong thời kỳ Chuyển tiếp thứ nhất. Theo bản danh sách vua Abydos và lần phục dựng mới đây của Kim Ryholt đối với cuộn giấy cói Turin thì ông là vị vua thứ mười lăm của vương triều thứ Tám. Quan điểm này nhận được sự đồng thuận từ các nhà Ai Cập học Jürgen von Beckerath, Thomas Schneider và Darell Baker. Vì là một pharaon của vương triều thứ Tám cho nên trung tâm quyền lực của Neferkaure nằm tại Memphis và có thể ông không cai trị toàn bộ Ai Cập.

## Chứng thực
Tên của Neferkaure được ghi lại ở mục thứ 54 của bản danh sách vua Abydos, một bản danh sách vua được biên soan khoảng 900 năm sau thời kỳ Chuyển tiếp thứ nhất dưới triều đại của Seti I. Tên của Neferkaure đã bị mất trong một vết hổng lớn mà ảnh hưởng tới cột thứ 5, dòng thứ 11 của cuộn giấy cói Turin. Tuy nhiên độ dài triều đại của Neferkaure vẫn được lưu giữ với "4 năm 2 tháng và 0 ngày".
Neferkaure còn được biết đến từ một bản khắc đá đương thời, một sắc lệnh bị vỡ thành từng đoạn được khắc trên một phiến đá vôi được biết đến như là Sắc lệnh Coptos h và liên quan đến những lễ vật dành cho ngôi đền của thần Min tại Coptos. Một trong số hai mảnh vỡ còn sót lại của sắc lệnh này đã được Edward Harkness   tặng cho Bảo tàng nghệ thuật Metropolitan, ngày nay nó được trưng bày ở phòng trưng bày số 103.
Sắc lệnh này có niên đại là vào năm trị vì thứ tư của Neferkaure, đây là niên đại chứng thực cao nhất đối với các vị vua của vương triều thứ Tám. Ký tự đầu tiên trong tên Horus của vị vua này được bảo tồn một cách rõ ràng trong khi ký tự thứ hai đang được tranh luận. von Beckerath chỉ xem xét ký tự đầu tiên và đọc là Kha[...], trong khi Baker và William C. Hayes đọc là Khabau. Sắc lệnh này được gửi tới viên tổng đốc khi đó của Thượng Ai Cập, Shemay, và yêu cầu ông ta thu xếp lượng lễ vật để dâng lên một cách đều đặn cho thần Min và sau đó có thể là cho bức tượng của vị vua này